# Christian Jasper
Christian Jasper (* 17. Dezember 1985 in Oelde) ist ein deutscher Jurist und Theologe. Er ist als Priester im Erzbistum Köln inkardiniert und seit 2020 Stadtjugendseelsorger in Bonn sowie Kaplan am Bonner Münster. Nach dem Tod von Stadtdechant Wolfgang Picken war Jasper von Februar 2024 bis März 2025 zudem als Pfarrverweser vorübergehend Leiter der Münstergemeinde St. Martin.

## Leben
Christian Jasper studierte Rechtswissenschaft an der Universität zu Köln und katholische Theologie an der Rheinischen Friedrich-Wilhelms-Universität Bonn.
2014 wurde Jasper durch eine rechtswissenschaftliche Arbeit zur Vergabe religiös und politisch gebundener öffentlicher Ämter im Spannungsfeld der grundgesetzlichen Gleichheitssätze und gegenläufigem Verfassungsrecht zum Dr. iur. promoviert. Diese Arbeit wurde 2015 mit dem CHB-Promotionspreis der Rechtswissenschaftlichen Fakultät der Universität zu Köln ausgezeichnet. Sie legt dar, dass religiöse und politische Anschauungen von Bewerbern nur in besonders begründeten Ausnahmefällen bei der Besetzung von Staatsämtern berücksichtigt werden dürfen.
Weiterhin veröffentlichte Jasper, zum Teil mit seinem Doktorvater Michael Sachs, eine Reihe von Aufsätzen zum öffentlichen Recht mit einem besonderen Schwerpunkt auf Fragen von Recht und Religion. 2014 setzte er sich in einem Aufsatz mit der grundgesetzlichen Eigentumsgarantie (Art. 14 GG) als normgeprägtem Grundrecht auseinander. Seine Veröffentlichung 2013 zur Organspende fand 2018 Eingang in den Deutschen Bundestag und wurde zur Dokumentation Informationen zur Entwicklung der Zahl der Organspenden und zum Organspende-Verfahren in Deutschland, Kroatien, Schweden, Spanien und den USA herangezogen.
Am 27. Mai 2018 wurde Christian Jasper im Altenberger Dom durch Weihbischof Ansgar Puff zum Diakon für das Erzbistum Köln geweiht. Die Priesterweihe erfolgte am 28. Juni 2019 durch Erzbischof Rainer Maria Woelki im Kölner Dom.
2019 veröffentlichte er ein populärwissenschaftliches Buch zu rechtlichen Fragen der Kinder- und Jugendarbeit in Kirchen, Vereinen oder anderen Organisationen.
Als Stadtjugendseelsorger in Bonn baute er maßgeblich das Jugendpastorale Zentrum EKKO am Bonner Münster mit auf, das am 27. August 2023 eröffnet wurde.

## Veröffentlichungen (Auswahl)
- Dissertation: Religiös und politisch gebundene öffentliche Ämter. Duncker und Humblot Verlag, Berlin 2014, ISBN 978-3-4281-4436-5.
- Rechtssicher in der Kinder- und Jugendarbeit. Aufsichtspflicht, Haftung, Datenschutz und alles rechtlich Relevante. Springer, Berlin/Heidelberg 2019, ISBN 978-3-658-26086-6.
- Mitautor: Sachs (Begr.), Grundgesetz. Kommentar. 10. Auflage. C.H.Beck, München 2024, ISBN 978-3-406-81738-0 (Art. 122 ff. GG, Art. 140 GG iVm WRV).
- Mitautor: von Coelln/Schemmer (Hrsg.), BeckOK Hochschulrecht Nordrhein-Westfalen, § 80 (ab 35. Edition, 2025).
- Aufsatz: Aktuelle Entwicklungen im Recht der Organspende. In: DVBl 2013, S. 151–156.
- Aufsatz: Von Inhalten, Schranken und wichtigen Weichenstellungen. – Die Eigentumsgarantie des Art. 14 GG in der allgemeinen Grundrechts-Eingriffs-Dogmatik. In: DÖV, Ausgabe 20, 2014, S. 872–880.
- Aufsatz (gemeinsam mit Michael Sachs): Versteinerungsgefahr gebannt – Keine Modifikationskompetenz bei fortgeltendem Bundesrecht. In: NVwZ, Heft 8, 2015, S. 465–470.
- Aufsatz (gemeinsam mit Michael Sachs): Der allgemeine Gleichheitssatz. Das Eingriffsmodell zu Art. 3 I GG als Abwehrrecht. In: JuS 2016, S. 769–775.
- Aufsatz: Freiheit heißt Leben. Juristische und theologische Freiheitsbegriffe im Spiegel des Schreibens Samaritanus bonus zu kritischen Phasen des menschlichen Lebens. In: ZfL 30 (2021), S. 247–265.
- Bericht: Die Zukunft der Akkreditierung von Studiengängen – 12. Deutscher Hochschulrechtstag in Köln. In: DÖV, Ausgabe 21, 2017, S. 911–913.
- Aufsatz: Mit systematischem Blick für Freiheit und Gleichheit. Nachruf auf Michael Sachs. In: ZfL 31 (2022), S. 223–226.